# 3499 Гоппе
3499 Гоппе (3499 Hoppe) — астероїд головного поясу, відкритий 3 листопада 1981 року.
Тіссеранів параметр щодо Юпітера — 3,196.